# Dioxirane
Le dioxirane est l'hétérocycle à 3 atomes dont deux d'oxygène et un de carbone. C'est aussi le nom de la famille des composés organiques comportant ce cycle dans leur structure. En dépit de leur instabilité, les dioxiranes sont utilisés en synthèse organique comme réactif d'oxydation. Le seul dioxirane utilisé couramment est le diméthyldioxirane (DMDO) qui est dérivé de l'acétone.